# Józef Lipman
Józef Lipman (ur. 17 lipca 1931 w Borysławiu) – polski chemik, profesor Politechniki Wrocławskiej.

## Życiorys
Urodził się w Borysławiu w rodzinie żydowskiej, jako syn Abrahama Lipmana (1896–1968). Jest absolwentem Wydziału Chemicznego Politechniki Wrocławskiej. W 1955 uzyskał tytuł inżyniera, w 1958 magistra inżyniera, w 1965 doktora nauk technicznych, w 1972 habilitację, a w 1987 uzyskał tytuł profesora nadzwyczajnego. Specjalizuje się w petrochemii i technologii chemicznej ropy naftowej.
Od 1955 był pracownikiem Katedry Technologii Nafty i Paliw Płynnych Politechniki Wrocławskiej, kolejno jako asystent (1955); starszy asystent (1958) i adiunkt (1965). Od 1972 docent, a w latach 1987–2001 profesor w Instytucie Chemii i Technologii Nafty i Węgla. W latach 1969–1990 kierownik Zakładu Naukowo-Badawczego Doboru i Eksploatacji Produktów Naftowych, w latach 1976–1989 i 1993–1996 kierownik Zespołu Dydaktycznego Chemii i Technologii Ropy Naftowej i Gazu oraz w latach 1982–1990 zastępca Dyrektora do spraw Dydaktyki w Instytucie Chemii i Technologii Nafty i Węgla.
Józef Lipman opracował technologię pirolizy benzyn dla otrzymania gazów olefinowych, wykorzystanie benzyn z procesów termicznych na drodze polimeryzacji i hydrorafinacji, hydrorafinacja benzolu koksowniczego, izomeryzację frakcji benzynowych, opracowanie katalizatorów m.in. do krakingu, niskotemperaturowej hydrorafinacji, reformingu, do oczyszczania gazów spalinowych. Wypromował dwóch doktorów nauk technicznych.

## Publikacje
Józef Lipman jest autorem i współautorem 88 opublikowanych prac naukowych, 11 patentów, 2 skryptów oraz 147 prac naukowych.

## Odznaczenia
- Krzyż Kawalerski Orderu Odrodzenia Polski
- Złoty Krzyż Zasługi
- 4 nagrody Ministra Szkolnictwa Wyższego i Nauki